# デヴィッド・ペイチ
デヴィッド・ペイチ（David Paich、1954年6月25日 - ）は、アメリカのミュージシャン、キーボーディスト、歌手、作曲家、編曲家。

## 来歴
ジャズ・ピアニスト/編曲家のマーティ・ペイチの息子として、ロサンゼルスに生まれた。1970年代前半よりスタジオ・ミュージシャンとして活動し、初期の仕事としてはジャクソン・ブラウン『フォー・エヴリマン』（1973年）などの作品への参加が知られる。
ペイチは、ボズ・スキャッグスのアルバム『シルク・ディグリーズ』（1976年）でキーボード演奏と作曲に貢献し、ペイチとスキャッグスが共作した「ロウダウン」でグラミー賞を受賞した。そして、『シルク・ディグリーズ』で共演したスタジオ・ミュージシャンを中心にTOTOを結成し、1978年にデビュー。
TOTOでは、作曲やキーボード演奏だけでなく、一部楽曲でリード・ボーカルも担当した。また、TOTOの活動と並行してセッション・ミュージシャンとしての活動も継続し、マイケル・ジャクソン『スリラー』（1982年）を含む、多くのアルバム/ツアーに参加した。更に、ペイチは1989年の映画『旅する女 シャーリー・バレンタイン』の主題歌「The Girl Who Used to Be Me」の編曲を担当し、同曲はアカデミー歌曲賞にノミネートされた。
2003年半ばより、TOTOのツアーには参加しなくなったが、レコーディング・メンバーとしては2008年にTOTOが解散するまで籍を置き、2008年3月にボズ・スキャッグスとのジョイントで行われた日本公演には参加した。
2003年のペイチのツアー活動休止の際にスティーヴ・ルカサーが、いつもの悪ふざけで「デヴィッドは性別適合手術を受けるため、この夏のツアーには参加出来ないんだ。女性になるという、本当の自分になるという彼の夢を実現させるためには必要なことなんだ。この秋にDavida（Davidの女性形名）を紹介出来るのは非常に嬉しい。一刻も早い回復を祈るよ」などと冗談交りの声明を発表した。しかし、公式サイトでの声明であったために、世界中にメディアが事実として報道してしまった。ルカサーは4日後に「まさか信じるとは思っていなかったし、メディアが報道するとは思っていなかったんだ。申し訳ない」と謝罪し、ペイチが手術を受けないことと、ツアー不参加の本当の理由を明らかにした。
初のソロアルバム『Forgotten Toys』を2022年8月19日（日本は8月24日）に発売した。アルバムのプロデュースをペイチとジョセフ・ウィリアムズ（ボーカルとしても参加）が共同で務めるほか、スティーヴ・ルカサー、ブライアン・イーノ、レイ・パーカーJr.、ドン・フェルダー、マイケル・マクドナルド、スティーヴ・ジョーダンらがゲストミュージシャンとして参加している。

## TOTOでの活動
スタジオ・ミュージシャンとして著名なペイチだが、TOTOのメンバーとしてより知られている。特にTOTOは「ジェフ・ポーカロとデヴィッド・ペイチを中心に結成」と表現されることが多いなど、事実上ジェフと共に中心人物として活動してきた。実際、初期から中期にかけての代表曲、ヒット曲の多くは彼の単独作曲あるいは中心となって作曲された曲である。また、自身がメインボーカルを務めた「アフリカ」は全米1位という快挙を遂げており、現在でも最もよく知られる楽曲の一つである。
初期のTOTOにはペイチ以外にもう1人、ジェフ・ポーカロの弟であるスティーヴ・ポーカロがキーボディストとして在籍しており、彼はペイチとは異なり主に煌びやかなシンセサイザーサウンドを多用し、スペーシーと呼ばれる派手なサウンドで、オーソドックスなペイチのピアノやオルガンプレイと差別化を図り、うまく共存していた。アルバム『ファーレンハイト』を最後にスティーヴが脱退すると、以後はステージ上でスティーヴの役割も果たしているが、実際のところレコーディングではスティーヴはその後もほぼレギュラーのサポートメンバーとしてアルバムに全面参加したり、場合によってはツアーにも参加しているので、特に役割は変わっていないとも言える。
ツアーではペイチ1人で2人分のプレイをするのは難しいため、ジョン・ジョッセルやジェフ・バブコ他、元メンバーであるスティーヴ・ポーカロがサポートとして参加することも多かった。
来歴にもあるように、後期のツアーにはほとんど参加せず、代役にグレッグ・フィリンゲインズを指名した。その後グレッグは、ペイチの強い推薦で正式メンバーとなるが、自身は脱退せずレコーディング現場では作曲、演奏、歌唱のすべてにこれまで通り参加。アルバム『フォーリング・イン・ビトゥイーン』では、普段ステージ上では主にペイチの代役状態であったグレッグと、真の意味で並存する正式メンバー同士として共演した。
ペイチのツアー離脱については、来歴にもあるように家族の病気と発表されていた。ルカサーの近年のインタビューでは本人の健康状態も関係していること、ルカサーとペイチの不仲を仄めかす発言があった。しかし不仲説は後に公式に否定、ソウルブラザーと呼びあうほどの仲であることを語っている。
2008年3月のジャパン・ツアーで久しぶりにステージに復帰。ツインキーボードとしてグレッグと共演を果たした。また、TOTOとしてはスティーヴ脱退以降20年以上ぶりの正式メンバーによるツインキーボード・ステージとなった。

## 共演したアーティスト
ペイチは、TOTO以外にも多くのアーティストのレコーディングに演奏または編曲で参加しており、下記はその一覧。姓またはバンド名の五十音順。
- アイズレー・ブラザーズ
- ジョン・アンダーソン
- フリオ・イグレシアス
- ジェームス・イングラム
- パティ・オースティン
- 大貫妙子
- 大村憲司
- エイドリアン・ガーヴィッツ
- スティーヴ・クロッパー
- ジョー・コッカー
- ドナ・サマー
- リッチー・サンボラ
- シェール
- ジェファーソン・エアプレイン
- シカゴ
- マイケル・ジャクソン
- ジャクソンズ

- ティモシー・B・シュミット
- ローウェル・ジョージ
- クインシー・ジョーンズ
- エルトン・ジョン
- ボズ・スキャッグス
- トム・スコット
- ロッド・スチュワート
- スティーリー・ダン
- レオ・セイヤー
- ティナ・ターナー
- リック・ダンコ
- ビル・チャンプリン
- ドゥービー・ブラザーズ
- ランディ・ニューマン
- ハリー・ニルソン
- ソロモン・バーク
- ハート

- ドリー・パートン
- ジョーン・バエズ
- ラス・バラード
- P!NK
- ジャクソン・ブラウン
- アレサ・フランクリン
- コリン・ブランストーン
- ジョージ・ベンソン
- ドン・ヘンリー
- ポインター・シスターズ
- ハーヴィー・メイソン
- モトリー・クルー
- シェリル・リン
- ロギンス&メッシーナ
- ケニー・ロギンス
- ポール・ロジャース
- ダイアナ・ロス